# Casa de Lazarevici
Casa de Lazarevici (în sârbă Лазаревићи, cu alfabetul latin: Lazarevići) a fost o dinastie medievală sârbă. Dinastia își exercită autoritatea în 1371 cu cneazul Lazăr Hrebeljanovici, fiul lui Pribac Hrebeljanovici -logofăt la curtea lui Dușan cel Puternic. Lazăr se căsătorește cu Milița de Rascia din partea familiei regale Nemanjici iar ulterior primește numele de „Cneaz” din partea lui Uroș cel Nevolnic. Acesta capătă pământ în Serbia Centrală iar prin relațiile sale cu familia Nemanjici, devine regent al Serbiei morave. În Bătălia de la Kosovo Polje împotriva Imperiului Otoman, Lazăr este ucis iar în deceniile următoare, Serbia își va pierde independența.

## Domnitori
Domnitorii Serbiei morave de la 1371 până la 1427.
- Lazăr Hrebeljanovici (1371-1389)
- Ștefan Lazarevici (1389-1427)